# عملية رياح الهلال
كانت عملية «هلال رياح» الاسم الرمزي للحملة الجوية الأمريكية والبريطانية على أفغانستان في أكتوبر ونوفمبر 2001. ساعدت القوات الخاصة البريطانية في ميدان القتال من خلال حملة قصف كبيرة ساعدت على تقديم معلومات عن استهداف الضربات الجوية. أدت الحملة إلى إضعاف قوات طالبان إلى حد كبير، مما مهد الطريق أمام الهجمات التي شنها التحالف الشمالي في شهر نوفمبر، والتي سرعان ما اجتاح التحالف المناطق التي تسيطر عليها طالبان في أفغانستان.